# ハスラーアキラ
ハスラー・アキラ （英名：Akira the Hustler、1969年- ）は、ゲイのアーティスト、セックスワーカー、俳優、政治活動家。東京生まれ。AB型。本名、張　由紀夫（ちょう ゆきお）。
ドラァグクイーンユニット、「弥次子喜多子」の喜多子（メロディアス）として、またセックスワーカー・アーティスト・ユニット「ザ・バイターズ」のメンバーとしても活動。
また、張由紀夫名義でゲイ・アクティビスト、AIDS・アクティビスト、コミュニティセンター「akta」ディレクター、Rainbow Ring代表として活動。

## 経歴
- フォトエッセイ「売男日記」 イッシプレス（2000年2月）
- 雑誌「ダ・ヴィンチ」（2000年8月号） - 〈特集〉オカマに学ぼう！人気者への道[1]
- 雑誌「TOKION MAGAZINE No.16（雑誌）」（2000年、JANUARY/FEBRUARY号） - ニュー特集VOL.4:アート　対談：和多利浩一×ブブ×アキラ（バイターズ）
- 雑誌「BT 『美術手帖』」（2001年5月号） - VIVA！肉体表現主義！！！
- 朝日新聞朝刊第3社会面 《「ゲイの街」予防に動く》（2004年12月11日）[2]
- 特定非営利活動法人AIDS&Society研究会議 第13回PWA賞受賞 (2006)[3]
- 展覧会「アキラ・ザ・ハスラー企画 Living Together」（2008年1月22日 - 2月16日）

## 映画
- 「I.K.U.THE MOVIE」 （2000年） - Akira 役
- 「ハッシュ!」（2001年） - マッチョ 役
- 「NAUGHTY BOYS ノーティー・ボーイズ」（2002年）- kotaro 役
- 「バイバイ・オーバー・ザ・レインボウ」（2004年） - 企画・監督・主演
- 「初戀 Hatsu-Koi」（2007年） - 神父 役（弥次子喜多子名義）